# Уайлдмен, Марк
Марк Уа́йлдмэн (англ. Mark Wildman; 25 января 1936, Англия — 18 ноября 2024) — английский бывший профессиональный игрок в снукер и английский бильярд, а также комментатор матчей по снукеру и пулу.

## Карьера
Марк выиграл чемпионат мира по английскому бильярду в 1984 году и дважды был финалистом (в 1980 и 1982). В 1983 году достиг лучшего результата в снукере — вышел в полуфинал Lada Classic. В 1980-е — 1990-е был комментатором снукера на канале ITV, а позже, когда эту игру по ITV перестали транслировать — продолжил карьеру комментатора на Sky Sports и британском Евроспорте. В 2004 году Уайлдмэн прекратил сотрудничество с этими телеканалами, но в 2006 году вернулся на Евроспорт в качестве комментатора International Pool Tour — турнира по пулу.
С 1999 по 2002 года Уайлдмэн был председателем WPBSA. Также он был тренером чемпиона мира по снукеру Шона Мёрфи.
Последние годы жил в Испании. Умер 18 ноября 2024 года после продолжительной борьбы с болезнью в возрасте 88 лет.